# Станислав Колунџија
Станислав Т. Колунџија српски је рагби тренер и убраја се у највеће легенде српског рагбија. Играо је рагби за Змај, Сингидунум, Бродарац, Галакс, БРК и Партизан, а радио је као тренер у неколико домаћих клубова. Дуго година је био селектор наше репрезентације. Завршио је Грађевински факултет и Факултет физичке културе. Има лиценцу "Ниво 3" за рагби тренера. Председник је Удружења рагби тренера Србије. Написао је шест књига о рагбију.
- Рагби за младе (1983)
- Индивидуална техника (1986)
- Мисаони рагби (1987)
- Игра нападача (1991)
- Философија рагбија (1995)
- Јеванђеље по Колунџији (1996)